# Ludmila Narusova
Ludmila Borisovna Narusova, em russo: Людми́ла Бори́совна На́русова (Briansk, Brianskaya,  URSS, 2 de Maio de 1951) é uma política russa, ex-senadora do Soviete Federal da Rússia, representante de República de Tuva e de Oblast de Briansk. Nos anos 90, formava o "casal mais temido da Rússia" com seu marido Anatoli Sobchak, prefeito de São Petersburgo.

## Professora de história
Ludmila Narusova nasceu em Briansk, na União Soviética. Entre 1969 e 1974, estudou história na Universidade Federal de Leningrado. Entre 1977 e 1980, cursou sua pós-graduação no instituto de história da Academia de Ciências da URSS, também em Leningrado. Em 1980, casou-se com Anatoli Sobchak, docente da Universidade de Leningrado, onde estudara. Após obter um doutorado em história, ela passou a ministrar aulas na Academia de Cultura de São Petersburgo.

## Carreira política
Ludmila Narusova entrou na política russa ao ser eleita deputada da Duma, em 1995. Ela era membro do partido Nosso Lar. Desde 2000, Narusova é apresentadora do programa de televisão Liberdade de Expressão, na programação local de São Petersburgo, pela emissora RTR. Em outubro de 2002, ela foi eleita membro do Soviete Federal.

## Família

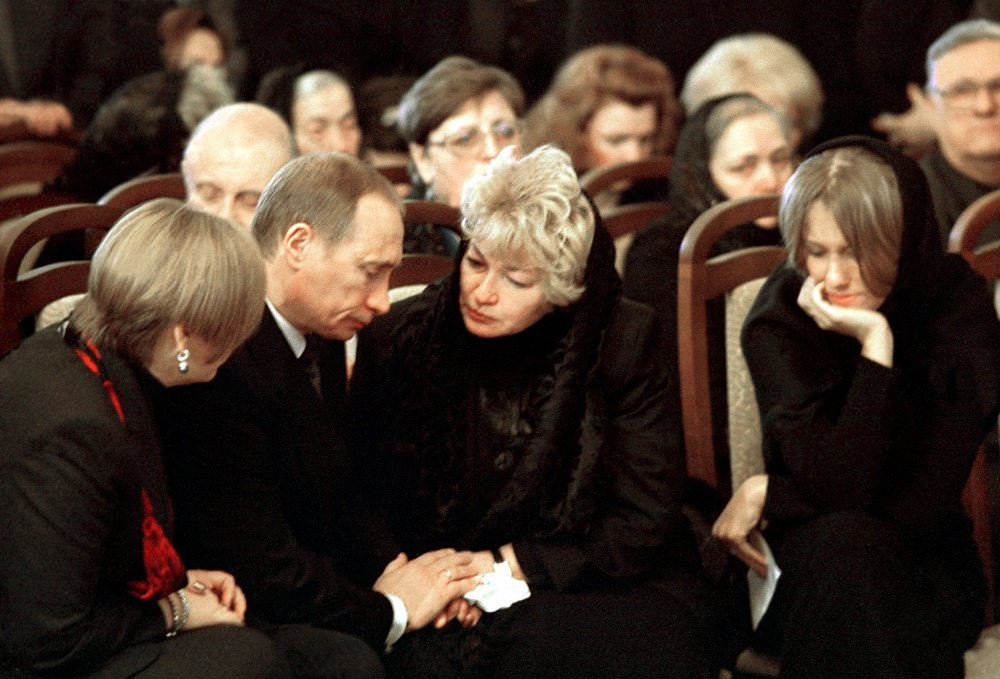
Narusova e Vladimir Putin no funeral do Anatoli Sobchak

Ludmila Narusova é a viúva de Anatoli Sobchak (1937-2000), que foi um proeminente político russo, professor e mentor político de Vladimir Putin, presidente russo, e Dmitri Medvedev, primeiro-ministro. Narusova também é mãe de Ksenia Sobchak (n. 1981), uma celebridade nacionalmente conhecida.

## Honras
- Medalha "Em Comemoração do 850º Aniversário de Moscou"
- Medalha "Em Comemoração do 300º Aniversário de São Petersburgo"